# Sulfaniluree

Struttura generale delle sulfaniluree.

Le sulfaniluree (o sulfoniluree) sono una famiglia di farmaci che stimolano la secrezione di insulina da parte del pancreas utilizzati per il trattamento del diabete mellito di tipo 2. La loro azione avviene a livello delle cellule insulari del pancreas, che vengono stimolate a produrre maggiori quantità di insulina. Per questo motivo le sulfaniluree non possono essere utilizzate in caso di :
- diabete mellito di tipo 1, in cui le cellule insulari non sono integre e non possono essere stimolate
- nelle fasi più avanzate del diabete mellito di tipo 2 per lo stesso motivo praticamente

## Generazioni di Sulfaniluree
- Prima generazione: acetoesamide, carbutamide, clorpropamide, gliciclamide (tolciclamide), metaesamide, tolazamide e tolbutamide. (dose fino a 3 g)
- Seconda generazione: glibenclamide (gliburide), glibornuride, gliclazide, [1] glipizide, gliquidone, glisossepide e gliclopiramide. (dose 10-20 mg)
- Terza generazione include la glimepiride, sebbene a volte sia considerata un farmaco di seconda generazione.[2]

## Farmacologia

### Meccanismo di azione
Le sulfaniluree si legano al recettore SUR1 associato al canale del K+ ATP-dipendente (KATP), situati nella membrana delle cellule beta del pancreas. Ciò inibisce un deflusso iperpolarizzante di potassio e, quindi, fa diventare meno negativo il potenziale elettrico della membrana. Questa depolarizzazione apre i canali del Ca2+ voltaggio-dipendenti. L'aumento del calcio intracellulare conduce ad una maggiore fusione dei granuli dell'insulina con la membrana delle cellule e la sua secrezione, quindi, aumenta. 
Alcuni lavori dimostrano che le sulfaniluree, inoltre, sensibilizzano le β-cellule a glucosio, limitano la produzione del glucosio nel fegato, fanno diminuire la lipolisi (scissione e rilascio degli acidi grassi dal tessuto adiposo) e fanno diminuire la depurazione di insulina da parte del fegato. 
Il canale KATP è un complesso del canale del potassio Kir 6.2 di rettificazione entrante (inward-rectifier) e del recettore di sulfaniluree SUR1. 
Le SU vengono somministrate 30 minuti prima del pasto, in modo da indurre il rilascio di insulina all'incirca nel momento che segue immediatamente il pasto, per mimare il più fedelmente possibile il pulse fisiologico del rilascio insulinico.
Tra le SU di prima generazione, si ricordi la tolbutamide, che ha anche un effetto sul glucagon-like peptide 1 (GLP-1), ormone secreto dalle cellule L dell'ileo-colon, con azione ipoglicemizzante.
Tra quelle di seconda generazione, si ricordino:
- Glimepiride: ha minori reazione avverse cardiovascolari e inibisce l'aggregazione piastrinica mediata da ATP;
- Glipizide: riduce la concentrazione plasmatica dell'inibitore tissutale del plasminogeno (PAI-1);
- Gliclazide: come la glipizide, riduce le concentrazioni del PAI-1 e ha effetti antiossidanti che contribuiscono a diminuire lo stress ossidativo a cui sono sottoposte le cellule dei tessuti diabetici.

### Reazioni avverse
Si annoverano una secrezione inappropriata di ADH che induce iponatriemia, ipoglicemia e la cosiddetta reazione disulfiram-simile (l'assunzione concomitante di alcool provoca flush cutanei, nausea, vomito e ipotensione).

### Interazioni farmacologiche
Gli inibitori di pompa protonica ne favoriscono l'assorbimento a livello intestinale. Il Warfarin e i FANS spiazzano le sulfaniluree dal legame con le proteine plasmatiche, potenziandone l'effetto. Alcuni antifungini e alcuni FANS ne ritardano il metabolismo epatico, potenziando l'effetto. Ogni qual volta l'effetto delle sulfaniluree è potenziato, aumenta il rischio di effetti collaterali, primo fra tutti l'ipoglicemia e la crisi ipoglicemica. La tolbutamide spiazza i digitalici dal legame con le proteine plasmatiche.